# Ichnos
Ichnos est une revue scientifique internationale à comité de lecture spécialisée dans le domaine de la paléontologie. Fondée en 1990, elle est publiée par Taylor & Francis.